# Szajch Ahmad
Szajch Ahmad (arab. شيخ أحمد) – miejscowość w Syrii, w muhafazie Aleppo. W 2004 roku liczyła 2340 mieszkańców.